# Projekt R.E.M. – Čista energija glasbe
Projekt R.E.M. – Čista energija glasbe je tribute album v čast ameriški alternativni rock skupini R.E.M., ki je septembra 2011 prenehala delovati. Izdan je bil 8. septembra 2012. Album vsebuje priredbe pesmi skupine R.E.M., ki so jih posneli razni slovenski (in tuji) glasbeni izvajalci na pobudo veleposlaništva ZDA v Sloveniji. Izvajalci so vse pesmi tudi izvedli v živo na Kongresnem trgu v Ljubljani 8. septembra 2012.
Naslov albuma in naslovnica, ki prikazuje koš za smeti, se navezujeta na znano skrb za okoljevarstvo članov skupine R.E.M.

## Seznam pesmi
Vse pesmi je napisala skupina R.E.M.
| Št. | Naslov                                                      | Izvajalec                                    | Dolžina |
| --- | ----------------------------------------------------------- | -------------------------------------------- | ------- |
| 1.  | „It's the End of the World as We Know It (And I Feel Fine)‟ | N'toko                                       |         |
| 2.  | „Drive‟                                                     | Polona Kasal                                 |         |
| 3.  | „Man on the Moon‟                                           | The Toronto Drug Bust                        |         |
| 4.  | „The One I Love‟                                            | Narat                                        |         |
| 5.  | „Oh My Heart‟                                               | Severa Gjurin                                |         |
| 6.  | „Imitation of Life‟                                         | Siddharta                                    |         |
| 7.  | „Shiny Happy People‟                                        | Lollobrigida                                 |         |
| 8.  | „Star Me Kitten‟                                            | Melodrom                                     |         |
| 9.  | „Driver 8‟                                                  | My Buddy Moose in Chris Eckman               |         |
| 10. | „Losing My Religion‟                                        | Elvis Jackson                                |         |
| 11. | „Find the River‟                                            | Mia Žnidarič, Steve Klink Trio in David Jarh |         |
| 12. | „The Ascent of Man‟                                         | Tide                                         |         |
| 13. | „Texarcana‟                                                 | Vlado Kreslin in The Bambi Molesters         |         |
| 14. | „I'm Gonna DJ‟                                              | Murat & Jose                                 |         |
| 15. | „Everybody Hurts‟                                           | Zoran Predin in Massimo                      |         |